# فونتانالس دي ثيردانيا
بلدية فونتانالس دي ثيردانيا (بالإسبانية: Fontanals de Cerdaña) هي بلدية تقع في مقاطعة جرندة التابعة لمنطقة كتالونيا شمال شرق إسبانيا.

## الديموغرافيا
بلغ عدد سكان بلدية فونتانالس دي ثيردانيا 465 نسمة عام 2011 (وفقاً للمعهد الوطني الإسباني للإحصاء).
| 376 | 400 | 428 | 436 | 446 | 451 | 465 |